# 庫丘古里
51°51′45″N 32°28′5″E / 51.86250°N 32.46806°E
庫丘古里（烏克蘭語：Кучугури），是烏克蘭北部的村莊，隸屬切爾尼希夫州的科留基夫卡區。該村面積0.1平方公里，海拔高度153米，2001年人口8，人口密度每平方公里77.7人。